# 独立、中立、土库曼斯坦国歌
《獨立、中立、土庫曼斯坦國歌》（土庫曼語：Garassyz, Bitarap, Türkmenistanyn Döwlet Gimni）是土庫曼斯坦的國歌，歌名由土庫曼語直接翻譯而成，又名《既獨立又中立的國家——土庫曼斯坦國歌》。作詞人為土庫曼斯坦首任總統薩帕爾穆拉特·尼亞佐夫（自封“所有土庫曼人的領袖”，土庫曼語：Turkmenbashi）。尼亞佐夫於2006年12月21日逝世，在他去世兩年後的2008年，國歌中所有關於“土庫曼领袖”的歌詞都被更改成“人民”，樂曲的主副歌順序亦稍作調整。下面的歌詞為現行版本，後附尼亞佐夫時期的原版本。

## 外部連結
- 土庫曼斯坦國歌器樂版本的RealAudio檔案 （页面存档备份，存于）
- 靈魂之書－歌曲與影片——《靈魂之書》資訊網的歌曲頁面，內有國歌及其他歌曲的音樂與影片。（英文）